# Списак споменика културе у Шумадијском округу
Следи списак споменика културе у Шумадијском округу.
| ИД      | Слика                                                          | Назив                                                          | Адреса                               | Координате                                     | Место                  | Градска општина | Општина     | Надлежни завод |
| ------- | -------------------------------------------------------------- | -------------------------------------------------------------- | ------------------------------------ | ---------------------------------------------- | ---------------------- | --------------- | ----------- | -------------- |
| СК 141  | Пошаљи фотографију                                             | Манастир Драча                                                 |                                      | 44.025656°N 20.789434°E / 44.025656, 20.789434 | Драча (Крагујевац)     |                 | Крагујевац  | КРАГУЈЕВАЦ     |
| СК 143  | Манастир Вољавча                                               | Манастир Вољавча                                               |                                      | 44.125611°N 20.634464°E / 44.125611, 20.634464 | Страгари               |                 | Крагујевац  | КРАГУЈЕВАЦ     |
| СК 145  | Црква брвнара у Рачи                                           | Црква брвнара у Рачи                                           |                                      | 44.223544°N 20.973806°E / 44.223544, 20.973806 | Рача                   |                 | Рача        | КРАГУЈЕВАЦ     |
| СК 147  | Пошаљи фотографију                                             | Зграда звана „Турски конак” у Рачи                             |                                      | 44.225935°N 20.980772°E / 44.225935, 20.980772 | Рача                   |                 | Рача        | КРАГУЈЕВАЦ     |
| СК 151  | Манастир Грнчарица                                             | Манастир Грнчарица                                             |                                      | 44.098419°N 21.017615°E / 44.098419, 21.017615 | Прњавор (Баточина)     |                 | Баточина    | КРАГУЈЕВАЦ     |
| СК 153  | Црква Светог Николе у Доњој Шаторњи                            | Црква Светог Николе у Доњој Шаторњи                            |                                      | 44.196882°N 20.607516°E / 44.196882, 20.607516 | Доња Шаторња           |                 | Топола      | КРАГУЈЕВАЦ     |
| СК 246  | Манастир Благовештење Рудничко                                 | Манастир Благовештење Рудничко                                 |                                      | 44.154638°N 20.657727°E / 44.154638, 20.657727 | Страгари               |                 | Крагујевац  | КРАГУЈЕВАЦ     |
| СК 248  | Црква Светог Николе у Рамаћи                                   | Црква Светог Николе у Рамаћи                                   |                                      | 44.085342°N 20.668082°E / 44.085342, 20.668082 | Рамаћа                 |                 | Крагујевац  | КРАГУЈЕВАЦ     |
| СК 249  | Средњовековни град Сребрница                                   | Средњовековни град Сребрница                                   |                                      | 44.127516°N 20.614442°E / 44.127516, 20.614442 | Страгари               |                 | Крагујевац  | КРАГУЈЕВАЦ     |
| СК 251  | Пошаљи фотографију                                             | Честин (тврђава)                                               |                                      | 43.888893°N 20.817326°E / 43.888893, 20.817326 | Честин (Кнић)          |                 | Кнић        | КРАГУЈЕВАЦ     |
| СК 257  | Мрњина црква                                                   | Мрњина црква                                                   |                                      | 43.98985°N 20.633219°E / 43.98985, 20.633219   | Бечевица               |                 | Кнић        | КРАГУЈЕВАЦ     |
| СК 261  | Црква-маузолеј на Опленцу                                      | Црква-маузолеј на Опленцу                                      |                                      | 44.247197°N 20.683755°E / 44.247197, 20.683755 | Топола (град)          |                 | Топола      | КРАГУЈЕВАЦ     |
| СК 263  | Црква Светог Архангела Михаила у Брезовцу                      | Црква Светог Архангела Михаила у Брезовцу                      |                                      | 44.259984°N 20.585497°E / 44.259984, 20.585497 | Брезовац (Аранђеловац) |                 | Аранђеловац | КРАГУЈЕВАЦ     |
| СК 266  | Стара црква у Јарменовцима                                     | Стара црква у Јарменовцима                                     |                                      | 44.183466°N 20.536788°E / 44.183466, 20.536788 | Јарменовци             |                 | Топола      | КРАГУЈЕВАЦ     |
| СК 268  | Црква брвнара у Павловцу                                       | Црква брвнара у Павловцу                                       |                                      | 44.241909°N 20.801987°E / 44.241909, 20.801987 | Павловац (Топола)      |                 | Топола      | КРАГУЈЕВАЦ     |
| СК 269  | Црква брвнара у Брзану                                         | Црква брвнара у Брзану                                         |                                      | 44.122369°N 21.128746°E / 44.122369, 21.128746 | Брзан                  |                 | Баточина    | КРАГУЈЕВАЦ     |
| СК 270  | Кућа Светозара Марковића у Крагујевцу                          | Кућа Светозара Марковића у Крагујевцу                          | Светозара Марковића 23               | 44.014056°N 20.915769°E / 44.014056, 20.915769 | Крагујевац             |                 | Крагујевац  | КРАГУЈЕВАЦ     |
| СК 271  | Зграда Окружног суда у Крагујевцу                              | Зграда Окружног суда у Крагујевцу                              | Трг Радомира Путника 4               | 44.011321°N 20.916658°E / 44.011321, 20.916658 | Крагујевац             |                 | Крагујевац  | КРАГУЈЕВАЦ     |
| СК 272  | Амиџин конак                                                   | Амиџин конак                                                   | Вука Караџића 3                      | 44.009407°N 20.911347°E / 44.009407, 20.911347 | Крагујевац             |                 | Крагујевац  | КРАГУЈЕВАЦ     |
| СК 344  | Собрашице у Лужницама                                          | Собрашице у Лужницама                                          |                                      | 44.107587°N 20.816038°E / 44.107587, 20.816038 | Лужнице                |                 | Крагујевац  | КРАГУЈЕВАЦ     |
| СК 345  | Зграда ливнице са ковачницом у Крагујевцу                      | Зграда ливнице са ковачницом у Крагујевцу                      |                                      | 44.007212°N 20.912754°E / 44.007212, 20.912754 | Крагујевац             |                 | Крагујевац  | КРАГУЈЕВАЦ     |
| СК 346  | Зграда Прве крагујевачке гимназије                             | Зграда Прве крагујевачке гимназије                             | Даничићева 1                         | 44.010538°N 20.911273°E / 44.010538, 20.911273 | Крагујевац             |                 | Крагујевац  | КРАГУЈЕВАЦ     |
| СК 349  | Стара црква у Горовичу                                         | Стара црква у Горовичу                                         |                                      | 44.233393°N 20.742782°E / 44.233393, 20.742782 | Горович                |                 | Топола      | КРАГУЈЕВАЦ     |
| СК 350  | Манастир Каменац                                               | Манастир Каменац                                               |                                      | 43.879088°N 20.813929°E / 43.879088, 20.813929 | Честин (Кнић)          |                 | Кнић        | КРАГУЈЕВАЦ     |
| СК 353  | Пошаљи фотографију                                             | Кућа у Великом Крчмару                                         |                                      | 44.158117°N 20.90846°E / 44.158117, 20.90846   | Велико Крчмаре         |                 | Рача        | КРАГУЈЕВАЦ     |
| СК 355  | Средњовековни град Борач на Кршу                               | Средњовековни град Борач на Кршу                               |                                      |                                                | Борач (Кнић)           |                 | Кнић        | КРАГУЈЕВАЦ     |
| СК 356  | Капела брвнара у Сепцима                                       | Капела брвнара у Сепцима                                       |                                      | 44.256527°N 20.826193°E / 44.256527, 20.826193 | Сепци                  |                 | Рача        | КРАГУЈЕВАЦ     |
| СК 357  | Пошаљи фотографију                                             | Конак Милутина Георгијевића                                    |                                      | 44.230517°N 20.744781°E / 44.230517, 20.744781 | Горович                |                 | Топола      | КРАГУЈЕВАЦ     |
| СК 358  | Црква брвнара у Даросави                                       | Црква брвнара у Даросави                                       |                                      | 44.3349°N 20.470101°E / 44.3349, 20.470101     | Партизани              |                 | Аранђеловац | КРАГУЈЕВАЦ     |
| СК 359  | Пошаљи фотографију                                             | Кућа Туцаковића у ул. ЈНА 11 (Кнеза Михаила 11) у Крагујевцу   | Кнеза Михаила 11                     | 44.007762°N 20.909726°E / 44.007762, 20.909726 | Крагујевац             |                 | Крагујевац  | КРАГУЈЕВАЦ     |
| СК 360  | Кнез Михаилов конак у Крагујевцу                               | Кнез Михаилов конак у Крагујевцу                               | Вука Караџића 1                      | 44.009762°N 20.911005°E / 44.009762, 20.911005 | Крагујевац             |                 | Крагујевац  | КРАГУЈЕВАЦ     |
| СК 436  | Зграда старе школе у Топоници                                  | Зграда старе школе у Топоници                                  |                                      | 43.970187°N 20.675646°E / 43.970187, 20.675646 | Топоница (Кнић)        |                 | Кнић        | КРАГУЈЕВАЦ     |
| СК 437  | Стара кућа Радомира Лазовића                                   | Стара кућа Радомира Лазовића                                   |                                      | 43.970187°N 20.675646°E / 43.970187, 20.675646 | Топоница (Кнић)        |                 | Кнић        | КРАГУЈЕВАЦ     |
| СК 438  | Спомен кућа у Топоници                                         | Спомен кућа у Топоници                                         |                                      | 43.970187°N 20.675646°E / 43.970187, 20.675646 | Топоница (Кнић)        |                 | Кнић        | КРАГУЈЕВАЦ     |
| СК 439  | Пошаљи фотографију                                             | Воденица у Грошници                                            |                                      | 43.931173°N 20.878612°E / 43.931173, 20.878612 | Грошница               |                 | Крагујевац  | КРАГУЈЕВАЦ     |
| СК 440  | Зграда у ул. Светозара Марковића 5 у Крагујевцу                | Зграда у ул. Светозара Марковића 5 у Крагујевцу                | Светозара Марковића 5                | 44.013107°N 20.914473°E / 44.013107, 20.914473 | Крагујевац             |                 | Крагујевац  | КРАГУЈЕВАЦ     |
| СК 442  | Кућа у ул. Светозара Марковића 19 у Крагујевцу                 | Кућа у ул. Светозара Марковића 19 у Крагујевцу                 | Светозара Марковића 19               | 44.013929°N 20.915403°E / 44.013929, 20.915403 | Крагујевац             |                 | Крагујевац  | КРАГУЈЕВАЦ     |
| СК 443  | Кућа у ул. Светозара Марковића 17 у Крагујевцу                 | Кућа у ул. Светозара Марковића 17 у Крагујевцу                 | Светозара Марковића 17               | 44.013697°N 20.915285°E / 44.013697, 20.915285 | Крагујевац             |                 | Крагујевац  | КРАГУЈЕВАЦ     |
| СК 445  | Пошаљи фотографију                                             | Кућа народног хероја Софије Ристић                             |                                      | 44.185016°N 20.544889°E / 44.185016, 20.544889 | Јарменовци             |                 | Топола      | КРАГУЈЕВАЦ     |
| СК 447  | Стара школа у Овсишту                                          | Стара школа у Овсишту                                          |                                      | 44.197682°N 20.71184°E / 44.197682, 20.71184   | Овсиште                |                 | Топола      | КРАГУЈЕВАЦ     |
| СК 448  | Кућа Милутина Вучковића у Стојнику                             | Кућа Милутина Вучковића у Стојнику                             |                                      | 44.374024°N 20.621227°E / 44.374024, 20.621227 | Стојник (Аранђеловац)  |                 | Аранђеловац | КРАГУЈЕВАЦ     |
| СК 452  | Стара црква и зграда скупштине у Крагујевцу                    | Стара црква и зграда скупштине у Крагујевцу                    | Косовска                             | 44.008265°N 20.912871°E / 44.008265, 20.912871 | Крагујевац             |                 | Крагујевац  | КРАГУЈЕВАЦ     |
| СК 453  | Кућа народног хероја Милана Благојевића                        | Кућа народног хероја Милана Благојевића                        |                                      | 44.254114°N 20.806204°E / 44.254114, 20.806204 | Наталинци              |                 | Топола      | КРАГУЈЕВАЦ     |
| СК 455  | Пошаљи фотографију                                             | Кућа Народног хероја Даринке Радовић                           |                                      | 44.322113°N 20.758556°E / 44.322113, 20.758556 | Рајковац (Топола)      |                 | Топола      | КРАГУЈЕВАЦ     |
| СК 581  | Црква Петковица у Страгарима                                   | Црква Петковица у Страгарима                                   |                                      | 44.143321°N 20.629424°E / 44.143321, 20.629424 | Страгари               |                 | Крагујевац  | КРАГУЈЕВАЦ     |
| СК 584  | Кућа у ул. Светозара Марковића 9 у Крагујевцу                  | Кућа у ул. Светозара Марковића 9 у Крагујевцу                  | Светозара Марковића 9                | 44.013211°N 20.91469°E / 44.013211, 20.91469   | Крагујевац             |                 | Крагујевац  | КРАГУЈЕВАЦ     |
| СК 601  | Црква Светог Арханђела Гаврила у Аранђеловцу                   | Црква Светог Арханђела Гаврила у Аранђеловцу                   | Владике Саве Шумадијског             | 44.299527°N 20.571338°E / 44.299527, 20.571338 | Аранђеловац            |                 | Аранђеловац | КРАГУЈЕВАЦ     |
| СК 605  | Зграда у ул. М. Тита 121 (данас Краља Александра) у Крагујевцу | Зграда у ул. М. Тита 121 (данас Краља Александра) у Крагујевцу | Краља Александра I Карађорђевића 121 | 44.014963°N 20.907592°E / 44.014963, 20.907592 | Крагујевац             |                 | Крагујевац  | КРАГУЈЕВАЦ     |
| СК 722  | Кућа Војина и Живојина Павловића                               | Кућа Војина и Живојина Павловића                               |                                      |                                                | Дулени                 |                 | Крагујевац  | КРАГУЈЕВАЦ     |
| СК 725  | Пошаљи фотографију                                             | Родна кућа Војислава Манојловића                               |                                      |                                                | Бања (Аранђеловац)     |                 | Аранђеловац | КРАГУЈЕВАЦ     |
| СК 814  | Зграда у Суреповој улици 1 у Тополи                            | Зграда у Суреповој улици 1 у Тополи                            | Сурепова 1                           |                                                | Топола                 |                 | Топола      | КРАГУЈЕВАЦ     |
| СК 954  | Зграда Старог општинског суда у Аранђеловцу                    | Зграда Старог општинског суда у Аранђеловцу                    | Књаза Милоша                         | 44.304426°N 20.565815°E / 44.304426, 20.565815 | Аранђеловац            |                 | Аранђеловац | КРАГУЈЕВАЦ     |
| СК 955  | Зграда старе поште у Аранђеловцу                               | Зграда старе поште у Аранђеловцу                               |                                      |                                                | Аранђеловац            |                 | Аранђеловац | КРАГУЈЕВАЦ     |
| СК 956  | Карађорђев дом у Рачи                                          | Карађорђев дом у Рачи                                          | Карађорђева 19                       | 44.22765°N 20.977104°E / 44.22765, 20.977104   | Рача                   |                 | Рача        | КРАГУЈЕВАЦ     |
| СК 1066 | Старо гробље у Винчи код Тополе                                | Старо гробље у Винчи код Тополе                                |                                      |                                                | Винча (Топола)         |                 | Топола      | КРАГУЈЕВАЦ     |
| СК 1069 | Кућа Танаска Рајића                                            | Кућа Танаска Рајића                                            |                                      |                                                | Страгари               |                 | Крагујевац  | КРАГУЈЕВАЦ     |
| СК 1071 | Окућница Илије Милошевића                                      | Окућница Илије Милошевића                                      |                                      |                                                | Аранђеловац            |                 | Аранђеловац | КРАГУЈЕВАЦ     |
| СК 1480 | Кућа Лакића у Тополи                                           | Кућа Лакића у Тополи                                           |                                      |                                                | Топола                 |                 | Топола      | КРАГУЈЕВАЦ     |
| СК 1481 | Стара школа у Крагујевцу - задужбина Милована Гушића           | Стара школа у Крагујевцу - задужбина Милована Гушића           |                                      |                                                | Крагујевац             |                 | Крагујевац  | КРАГУЈЕВАЦ     |
| СК 1482 | Пошаљи фотографију                                             | Собрашице у Трнави                                             |                                      |                                                | Горња Трнава           |                 | Топола      | КРАГУЈЕВАЦ     |
| СК 1483 | Бетонски пешачки мост преко Лепенице у Крагујевцу              | Бетонски пешачки мост преко Лепенице у Крагујевцу              |                                      |                                                | Крагујевац             |                 | Крагујевац  | КРАГУЈЕВАЦ     |
| СК 1484 | Бубањ-чесма у Крагујевцу                                       | Бубањ-чесма у Крагујевцу                                       |                                      |                                                | Крагујевац             |                 | Крагујевац  | КРАГУЈЕВАЦ     |
| СК 1486 | Лучни мост број 1                                              | Лучни мост број 1                                              |                                      |                                                | Крагујевац             |                 | Крагујевац  | КРАГУЈЕВАЦ     |
| СК 1487 | Лучни мост број 2                                              | Лучни мост број 2                                              |                                      |                                                | Крагујевац             |                 | Крагујевац  | КРАГУЈЕВАЦ     |
| СК 1488 | Кућа у улици Крагујевачког октобра 116 у Крагујевцу            | Кућа у улици Крагујевачког октобра 116 у Крагујевцу            | Крагујевачког октобра 116            | 44.015781°N 20.906228°E / 44.015781, 20.906228 | Крагујевац             |                 | Крагујевац  | КРАГУЈЕВАЦ     |
| СК 1489 | Водоторањ у Крагујевцу                                         | Водоторањ у Крагујевцу                                         |                                      |                                                | Крагујевац             |                 | Крагујевац  | КРАГУЈЕВАЦ     |
| СК 1490 | Зграда у ул. Светозара Марковића 69 у Крагујевцу               | Зграда у ул. Светозара Марковића 69 у Крагујевцу               | Светозара Марковића 69               | 44.016143°N 20.918569°E / 44.016143, 20.918569 | Крагујевац             |                 | Крагујевац  | КРАГУЈЕВАЦ     |
| СК 1491 | Пошаљи фотографију                                             | Управна зграда болнице у Крагујевцу                            |                                      |                                                | Крагујевац             |                 | Крагујевац  | КРАГУЈЕВАЦ     |
| СК 1492 | Зграда железничке станице у Крагујевцу                         | Зграда железничке станице у Крагујевцу                         | Шумадијска 1                         | 44.010366°N 20.927909°E / 44.010366, 20.927909 | Крагујевац             |                 | Крагујевац  | КРАГУЈЕВАЦ     |
| СК 1597 | Пошаљи фотографију                                             | Црква Светог пророка Илије у Доњим Грбицама                    |                                      | 44.075747°N 20.809294°E / 44.075747, 20.809294 | Доње Грбице            |                 | Крагујевац  | КРАГУЈЕВАЦ     |
| СК 1674 | Кућа полубрвнара у Врбети                                      | Кућа полубрвнара у Врбети                                      |                                      |                                                | Врбета                 |                 | Кнић        | КРАГУЈЕВАЦ     |
| СК 1676 | Споменик палим Шумадинцима                                     | Споменик палим Шумадинцима                                     |                                      |                                                | Крагујевац             |                 | Крагујевац  | КРАГУЈЕВАЦ     |
| СК 1677 | Пошаљи фотографију                                             | Кућа-легат Љубице Филиповић                                    | Танаска Рајића 52                    | 44.01595°N 20.908129°E / 44.01595, 20.908129   | Крагујевац             |                 | Крагујевац  | КРАГУЈЕВАЦ     |
| СК 1678 | Ватрогасни дом у Крагујевцу                                    | Ватрогасни дом у Крагујевцу                                    | Милоја Павловића                     | 44.011961°N 20.915049°E / 44.011961, 20.915049 | Крагујевац             |                 | Крагујевац  | КРАГУЈЕВАЦ     |
| СК 1679 | Зграда Дечје библиотеке у Крагујевцу                           | Зграда Дечје библиотеке у Крагујевцу                           | Милована Глишића 44                  | 44.01754°N 20.913204°E / 44.01754, 20.913204   | Крагујевац             |                 | Крагујевац  | КРАГУЈЕВАЦ     |
| СК 1683 | Спомен чесма у Дивостину                                       | Спомен чесма у Дивостину                                       |                                      | 44.0305°N 20.826965°E / 44.0305, 20.826965     | Дивостин               |                 | Крагујевац  | КРАГУЈЕВАЦ     |
| СК 1688 | Кућа у ул. Књаза Милоша 22 у Аранђеловцу                       | Кућа у ул. Књаза Милоша 22 у Аранђеловцу                       | Књаза Милоша 22                      | 44.301593°N 20.572692°E / 44.301593, 20.572692 | Аранђеловац            |                 | Аранђеловац | КРАГУЈЕВАЦ     |
| СК 1689 | Црква Светих апостола Петра и Павла у Грошници                 | Црква Светих апостола Петра и Павла у Грошници                 |                                      | 43.969206°N 20.874869°E / 43.969206, 20.874869 | Грошница               |                 | Крагујевац  | КРАГУЈЕВАЦ     |
| СК 2106 | Пошаљи фотографију                                             | Кућа Величковића у Маскару                                     |                                      |                                                | Маскар                 |                 | Топола      | КРАГУЈЕВАЦ     |
| СК 2107 | Пошаљи фотографију                                             | Кућа Петра Туцаковића у Честину                                |                                      |                                                | Честин (Кнић)          |                 | Кнић        | КРАГУЈЕВАЦ     |
| СК 2108 | Саборна црква Успења пресвете Богородице у Крагујевцу          | Саборна црква Успења пресвете Богородице у Крагујевцу          | Краља Александра I Карађорђевића 67  | 44.011969°N 20.911777°E / 44.011969, 20.911777 | Крагујевац             |                 | Крагујевац  | КРАГУЈЕВАЦ     |
| СК 2109 | Црква Светог арханђела Гаврила са спомен чесмом у Буковику     | Црква Светог арханђела Гаврила са спомен чесмом у Буковику     |                                      | 44.327908°N 20.521548°E / 44.327908, 20.521548 | Буковик (Аранђеловац)  |                 | Аранђеловац | КРАГУЈЕВАЦ     |
| СК 2110 | Црква Светог Преображења у Жабарима                            | Црква Светог Преображења у Жабарима                            |                                      | 44.248988°N 20.725588°E / 44.248988, 20.725588 | Жабаре (Топола)        |                 | Топола      | КРАГУЈЕВАЦ     |
| СК 2204 | Зграда „Уреда” у Крагујевцу                                    | Зграда „Уреда” у Крагујевцу                                    |                                      |                                                | Крагујевац             |                 | Крагујевац  | КРАГУЈЕВАЦ     |
| СК 2205 | Пошаљи фотографију                                             | Кућа Марка Станојевића у селу Лесковац                         |                                      |                                                | Лесковац (Кнић)        |                 | Кнић        | КРАГУЈЕВАЦ     |
| СК 2244 | Пошаљи фотографију                                             | Етно двориште у Драчи                                          |                                      |                                                | Драча (Крагујевац)     |                 | Крагујевац  | КРАГУЈЕВАЦ     |
| СК 2245 | Вила „Караџић” у Буковику                                      | Вила „Караџић” у Буковику                                      |                                      |                                                | Буковик                |                 | Аранђеловац | КРАГУЈЕВАЦ     |
| СК 2246 | Спомен-костурница у Аранђеловцу                                | Спомен-костурница у Аранђеловцу                                |                                      |                                                | Аранђеловац            |                 | Аранђеловац | КРАГУЈЕВАЦ     |